# Linshi
Linshi (kinesiska: 蔺市) är ett stadsdelsdistrikt i sydvästra Kina. Det ligger i stadsdistriktet Fuling i storstadsområdet Chongqing, omkring 61 kilometer öster om det centrala stadsdistriktet Yuzhong. Antalet invånare är 41 730. Befolkningen består av 20 516 kvinnor och 21 214 män. Barn under 15 år utgör 13,0 %, vuxna 15-64 år 71 %, och äldre över 65 år 14,0 %.